# مثبط فوسفو ثنائي إستراز النوع 5

النبةب الكيميائية للمكون الفعال في عقار سيلدينافيل (فياغرا), مثال نمطي على مثبط PDE5

مثبط فوسفو ثنائي إستراز النوع 5 (اختصاراً المثبط PDE5) هو اسم شامل تصنيفي لأي عقار موسع للأوعية، والذي يعمل عن طريق حجب الأثر المهدم لإنزيم فوسفوديإستيراز النوع 5 (PDE5) النوعي على حلقي غوانوسين أحادي الفوسفات الموجود في بطانة خلايا العضلات الملساء للأوعية الدموية في مختلف أنسجة الجسم.
هذه العقاقير تعمل على توسيع الجسم الكهفي للقضيب مما يساعد على الانتصاب في حال وجود شهوة جنسية، ويستخدم لعلاج ضعف الانتصاب. كان عقار سيلدينافيل (المسوق تحت الاسم التجاري فياجرا) من أول العقاقير المطورة والمعتمدة على المثبط PDE5، والذي طور بادئ الأمر من أجل علاج أمراض جهاز الدوران.